# カーバンクル (伝説の生物)
カーバンクル（英語: carbuncle、スペイン語: carbunclo, carbunco、ポルトガル語: carbúnculo）は、南米とくにパラグアイやチリの伝説・伝承における伝説上の小動物 。
スペインの僧侶探検家による詩『ラ・アルヘンティーナ』（1602年）にカルブンクロ、ことグアラニー語で「アナグピタン（訂正：アニャグピタン）」についての古い記録がある。これについては、ブラジルにも同語族系のアニャンガ・ピタンの伝承がある。
財をもたらすといわれ、額に宝石（または発火炭のように赤く輝く鏡）が埋め込まれている、猫似、犬似で、様々な色合いの毛並みを持つとも、外殻が硬い二枚貝のような体が青白い光を放ち、宝石を秘めている、などともいわれる。
大航海時代以降スペイン人が南米を植民地化におくなかで、中世ヨーロッパに伝わるドラゴンやワイヴァーンの体の中に宝石が秘められるという言い伝えが移植された話だと考察される（ § 早期例参照）。

## 語源
カーバンクル（英語: carbuncle）やカルブンクロ（スペイン語: carbunclo）といった獣名は、大元は「小さな炭」を意味するラテン語 carbunculusに由来する。転じてカーバンクルやカルブンクロという鉱石名となり、燃えた炭が赤熱する様から赤い宝石のルビーを指すようになった。 ただし、「古のカーバンクル」といえば、じっさいはガーネットのことを指す、と指摘される。 やがて1600年代初頭頃までには、スペインのコンキスタドールが、南米の幻獣にこの名をつけている。
スペイン語では carbunclo, carbunco 、まれに carbúnculoの語形で呼ばれている。この carbunclo/carbunco という語は、昆虫の「ホタル」も意味する。
一説では、この幻獣の別名が「ランタン（角灯）」を意味するファロル（farol）であるというが、これはアルゼンチンのラプラタ周辺の伝承にある命名なので、類似するが個別の幻獣の可能性もある。

## 文献資料
カーバンクルについての原典となる文献資料は17～19世紀のスペイン語で未訳のものがほとんどであった。しかしボルヘス著『幻獣辞典』 の拡張英訳版（1969年）に「carbuncle」の項が記載されたのが、英語圏にこれを紹介する早期資料となった。これは『幻獣辞典』 の原スペイン語版（1957年）にはなかった項目である。邦訳に柳瀬尚紀訳、晶文社、1974年がある。
その後も、チリのレナト・カルデナス著『El Libro de la Mitología』（1997/1998年）に解説されるが、未訳である。

## 早期例
早くは、スペインの聖職者で探検家であったマルティン・デル・バルコ・センテネラは詩文体『アルヘンティーナとラ・プラタ川の征服』（1602年刊）において、カーバンクルについて記述している。
バルコ・センテネラの欄外注によれば、カーバンクル（カルブンクロ）という動物は、グアラニー語で anagpitan、意訳して"火のように輝く悪魔"と呼ばれていた（後述のアニャンガ・ピタンを参照）。
本文では、そのアナグピタン[仮カナ表記]（Anagpitán、訂正綴り：Añagpitán）について、その姿を「燃える石炭のごとくに輝きし鏡を頭にいただきし小さき動物」だとしている。バルコ・センテネラはこの生物を求めてパラグアイの川やジャングルを探し回ったが、結局、発見に至ることはなかった、とボルヘスの記載にみえる。
このカーバンクルの頭の鏡は、マゼラン海峡でスペインの探検家が目撃したという二つの光と同様ではないかと、別のコンキスタドール、ゴンサーロ・フェルナンデス・デ・オビエド・イ・バルデスが考察しており、さらにカーバンクルの頭の鏡というのは、ドラゴンの脳の中に秘められているといわれる宝石に結びつくのではないかと考察するが、バルデスはおそらく7世紀のセビリャのイシドールス著の『語源（Etymologia）』からこの知識を得たと思われる。

### 18世紀

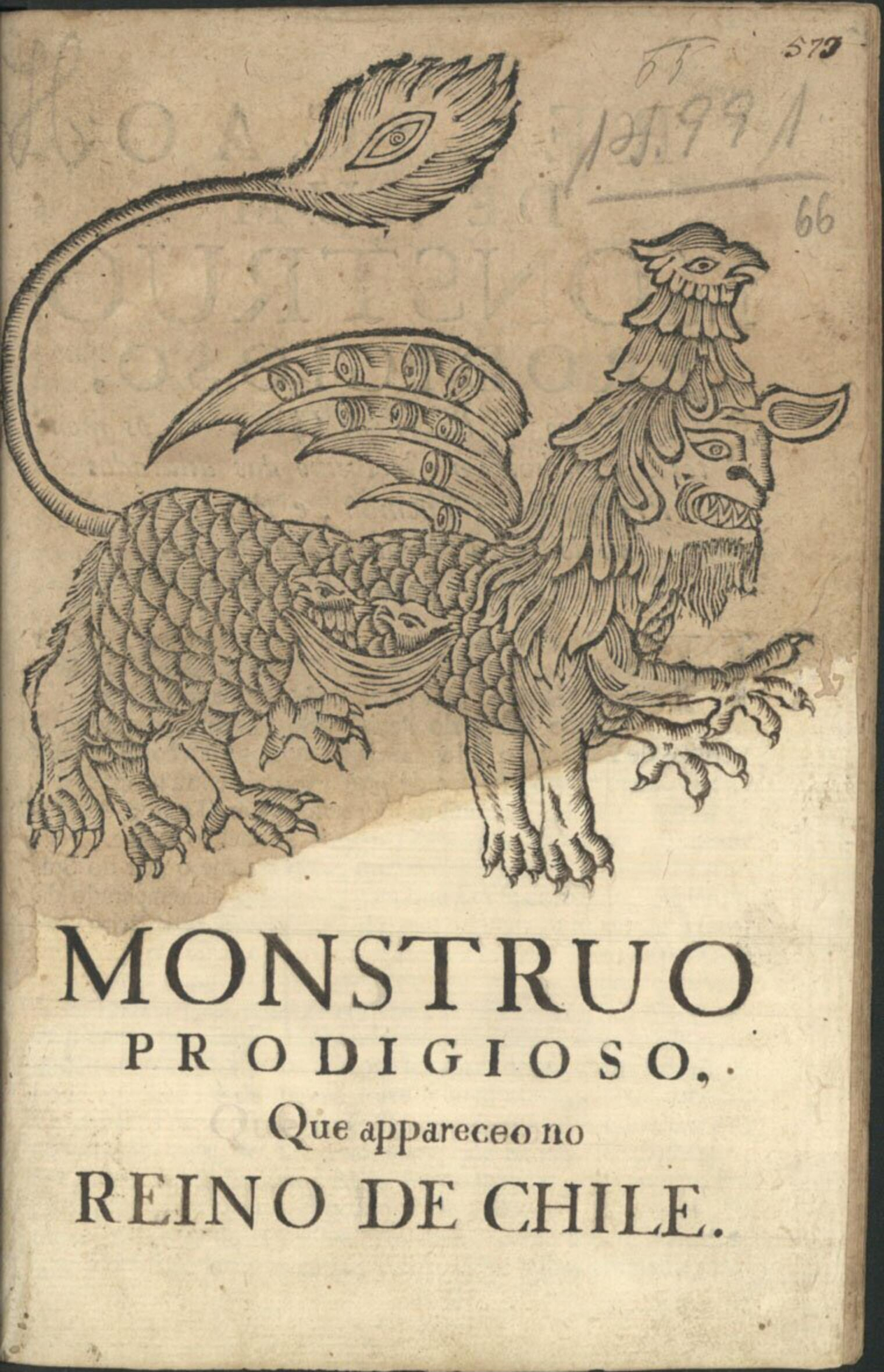
『Monstruo Prodigioso que apareceu no reino do Chile』（1751刊）の表紙

小動物ではなく、大型動物がチリ王国に現れたという事件の顛末が、1751年の小冊子に出版されている。地元の一団が、光源が動くのを見て追跡、仲間のひとりが、「この光はなんらかのカーバンクル[石]から来ているに違いない。それは世界で最も貴重な石と言われるものだ。その[石]は、夜になると光り、一種のドラゴンの頭に嵌っているという。捕獲はまれで、なぜなら夜ばかりに、輝石の光をたよりに餌を食んでいるからだ。... 音の気配を感じると、その石を覆うための膜で蓋するので、あたり真っ暗になってしまう..」と説明した。村の長老たちが、この暴獣（Bruto）と呼ぶ怪物に対し、落とし穴の罠で対抗しようと決意している。
この暴獣の解説においては、ラテンアメリカの幻獣カーバンクルと、中世のヴイーヴル（フランス語: vouivre、≃ワイバーン）の頭にカーバンクル宝石が埋まっているという伝承との関連性が指摘されている。
僧侶フェイホーが『世相批判 Teatro crítico universal』（1726–1739年）で、頭にカーバンクル石を頂く生き物がいるという流言にたいして意見を述べている。まず、その石がダイヤモンドの十倍の価値があるというならば、それは「アストロ・エレメンタル」と呼ばれる神秘な石だとすべきではないか、と揶揄している。じっさいには、ペルシア王なり中国皇帝なりの御物の宝石が、生き物からはぎ取ったものだなどと吹聴されていて、それを東方に旅した人間が聞いて本国で土産話したのだろうが、それらは所詮ただの（採掘された）ルビーに過ぎない、と断じている。さらにはフェイホーはルイ・モレリ『歴史大辞典』の「ドロミュー」村の項を引用し、それによれば1680年にフランスで空飛ぶドラゴンが討たれ、額にカーバンクルがあったとされるが、これも作り話に過ぎないとした。ただ、この「ドロミューの竜」の絵と称して、猫のような頭をした竜の絵が製作されていたため、それが発祥となり、猫の姿の生き物が額にカーバンクルをもつという噂話が出回ったのではないかと考えた。フェイホーもそんな噂を幾たびか耳にしていた。 

## 概要
センテネラ『ラ・アルヘンティーナ』には「小動物」とあるのみで、ボルヘスの解説でも哺乳類か鳥類かわからない、としている。上述の1751年の刊行物によれば、光物体のようだが、正体は飛ぶドラゴンだろうとされた。邦書にはカーバンクルを竜だとする解説もみられる。チリの一部では、夜間にホタルのごとく飛んでいるという。 
この宝石を持つと富と名声が得られるともいわれる。ある1匹が、チリのコキンボ州のオバエ/オヴァレのトゥラウエン（Tulahuén）丘でみつかり、中の黄金や宝石で輝いていたという。
その動物をみつけて黄金や財宝を剥いだ、という運河労働者の証言もある。本人はさっさと殺して殻から黄金なり宝なりを剥ぎ、他の労働者に狙われないようにしたかったので細かくは覚えていないが、マウスよりは大きいが硬い殻を持っていた、という。
あるいは、宝石のごとくな光は、自然発生する宝のありかをさししめすのだともいわれる。 アルゼンチンのカタマルカ州では、カルブンクロは頭から光を発する幻獣とされるが、カーバンクルの宝石が発光すると信じる者も多かった。
チリのタラパカ州では、1リーグ遠くからでも見えるほどの青白い光を、殻のなかから放つ二枚貝のような生き物とされ、聴覚が敏感で人間が近づくのを察知し、硬い殻のなかに閉じこもってしまい、岩と見間違えられ。異聞では、まるでとうもろこしの穂軸（または軸付きとうもろこし）のような胴体に節がついている。これを追跡したという男の談によれば、節のところから青白い光が漏れており、4本以上の足があった。
チリの1924–25年の大干ばつの際には、新月の夜にカルブンクロを見たという報告が出ている。1925年、 コキンボ州の トゥラウエン（Tulahuén）山岳から降ってリオ・グランデ川の方向へ向かうカルブンクロの一家がいたという。	

## チロエの伝承
チリ南部チロエ島および諸島のチロエ神話においてもカルブンクロの伝承は伝えられ「金属の守護者」とされている。その外見の描写は様々である。一説では、南半球の冬至（逆転するので6月頃）のおだやかな夜に、 光り輝く小型犬のような姿で現れる。あるいは単なる光にすぎなく、緑のかった赤い（ホタルに似た）光体だとも言われる。または発光する二枚貝のような生き物だともいう。異説では、猫に似ているが、あごひげの部分の下に、さらに輝く毛房がついている。運よくその輝くあごひげを入手した者は、貧困から解放されるのだ、と伝わる。色とりどりにいわれるのは、その守護する金属の色を発色するからだ、とも説明されている。
伝承によれば、特別な段取りを踏まないとカルブンクロの財宝は入手できない。まず、紐やベルトなど（なんらかの私物）をカルブンクロめがけて放り投げると、それを挟みつかんで消えてしまう。財宝目当ての者は、その日は辛抱し、翌朝の夜明け前まで待って探索を再開し、何かが埋まった場所から、投げた私物の端っこが地面に現れてないか見つけようとする。ヒントとしては、カラファテ（calafate、学名：Berberis microphylla）という実のなる灌木の根元にみつかることが多いという。宝探しの者は、もういちど待ち、真夜中を見計らって、これも決まった手順で掘り出さねばならない。まず、黒猫をもった未亡人を連れてくる。そして1 ヴァラ（スペインのヤード）の深さまで掘ったとき、黒猫を穴に放り込む、すると猫は消えるが、そのうち未亡人の手の元に再出現する。次にまた1ヤード掘り下げたら、また黒猫を放る、を繰り返す。この儀式を怠ると、掘る者は穴から出る有毒ガスによって死ぬ。また、けっして怖気づいてはならず、もし怖れをみせると宝がただの石ころに変わってしまう。

## ブラジルの伝承
ブラジルのリオグランデ・ド・スル州にみられるカルブンクロ（carbúnculo）、すなわち伝説上の「富をもたらすもの」たる生き物の伝承は、植民化の地時代ころに成立し、宣教師らを経て広まった。一説によれば、これがグアラニー族の伝承でひろまってテイニアグア（teiniaguá）となったという考察がある。ただし、テイニアグア伝承がキリスト教の影響を受けたとは認めるが、とくにカルブンクロ伝説がかかわったとまでは言明しない解説も見られる。
カルブンクロとテイニアグア、そしてアニャンガ・ピタン（ポルトガル語: Anhangápitã、グアラニー語「赤い悪魔」の音写）の三つが、所詮は同じ伝説上の小生物の異名だとする考えは、スペインの言語学者ダニエル・グラナダの持論であったが、この同一視に対しては批判も加えられる。またカルブンクロと神話上の火の蛇ボイタタ（mboitatá）の関連も、グラナダや カルロス・テスシャウエルが提唱したが、 カマラ・カスクードは、この蛇は黄金伝説系統と無関係だと反論している。あるいは「黄金のトカゲ」（lagarto-de-ouro）という伝承が「黄金の母」マィン・ド・オウロの伝説群に存在した可能性もあり、それがカルブンクロ伝説に関与したのではないか、とグラナダやテスシャウエルは考えていた。

## アルジェリアの捕獲談
北アフリカ・アルジェリアのオランがスペイン統治にあった時代、1736年8月29日付の書簡に、カーバンクル出現の記述があり、翌年メキシコの某紙に掲載された。それによると、スペイン出身の（郷里はアンダルシア地方のアルダレス）の歩兵が、そのカルブンクロを仕留め、額の宝石を得た。当初は、この歩兵を含め複数の従軍者が、駐屯先のサン・グレゴリオ砦（Castillo de San Gregorio）から付近に現れるまばゆい光を、連日、深夜12時ころに目撃していた。その光はクボ・デ・サン・ロケ洞穴[?]に出現しているようだった。他の者は捕獲しようと考えなかったが、この兵は12時の任務あけに出向かい、その洞窟から出てきた光る動物に遭遇した。それは"イタチ（comadreja）のような小動物で、柔らかくすべすべした濃褐色の毛皮をしており、尾は短めでリスほどにはふさふさしていなかった。前足・後足・胴体はイタチ然であり、頭は細長く、目は大きく美しく、眉間の額の真ん中に、一粒の宝石がヘーゼルナッツのごとくあり、先端が[カットした]ダイアモンドのようだった。[宝石]は、小さな皮膚の蓋というかフードがかぶさっていた"。この蓋を無理やりにもひん剥いて宝石をあらわさないと、その動物が存命中は宝石をおがむことができなかった。餌をとらないのでしかたなく二日後に殺して皮をはぎ、宝石も回収したという。

## 合理的説明
カーバンクル現象を説明するに、実際になんらかの二枚貝が、夜光虫やホタルなどの生物発光を借りて光っているのだろうという推察がある。

## 文学
ブラジルの文豪シモエンス ・ロペスの文学でも、上述のアニャンガ・ピタン、カルブンクロ、テイニアグアという三つ名の精霊を、キャラクター形成のテーマに用いている。

## ゲーム

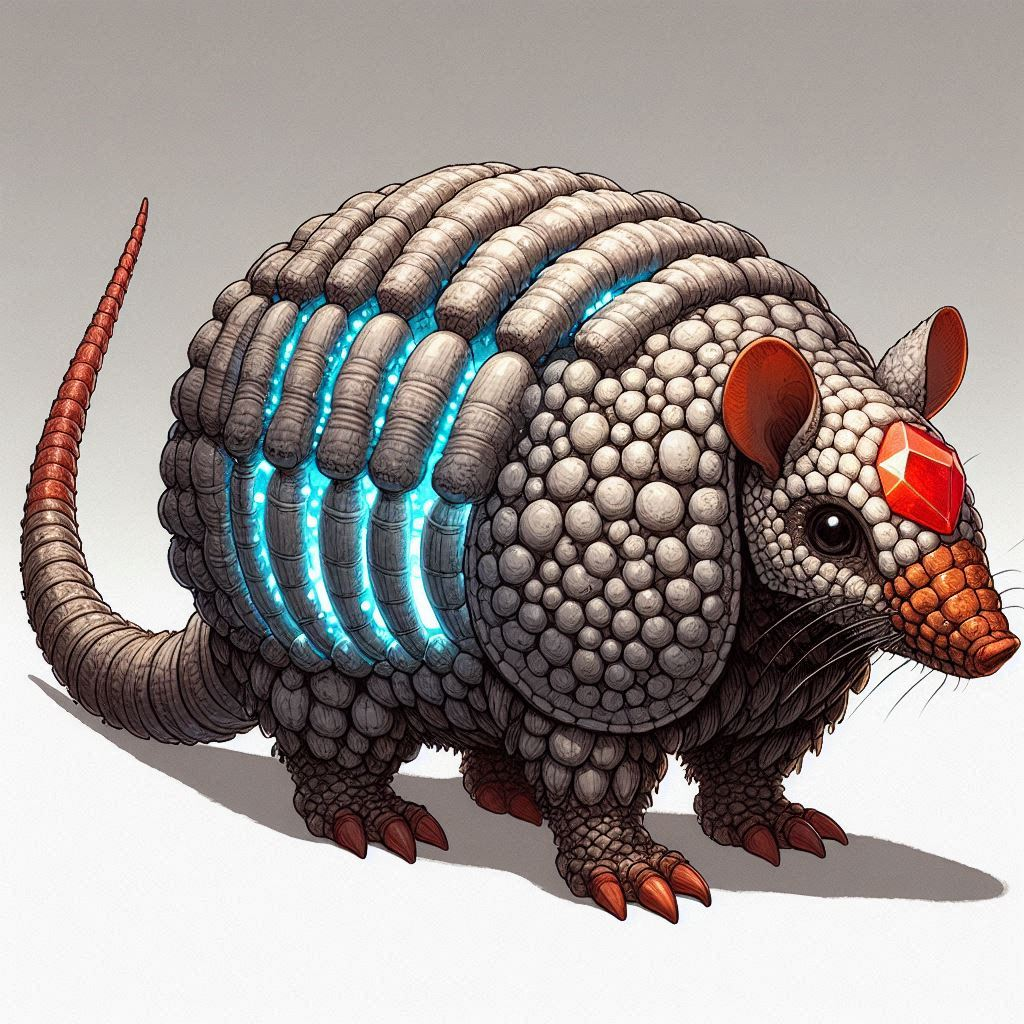
アルマジロ似のカーバンクル（AD&D の設定＋伝承）―AI生成画像

日本では昭和末期から平成以降、『ファイナルファンタジー』などのゲームのキャラクターとしてある程度、知名度が高まっている。ファイナルファンタジーではゲーム版にもよるが"キツネやリスに似た小動物で、緑か青い毛をもち、額の赤い宝石が力の根源だとみなされる。このゲーム上の、カーバンクルのがリス似だという描写が、伝説上のカーバンクルの描写のように日本の書籍で紹介される。
また、過去にはRPGの『魔導物語』に採用され、他のモンスターキャラとともに『ぷよぷよ』に転用された。
アドバンスト・ダンジョンズ&ドラゴンズのモンスターマニュアル『Fiend Folio』（1981年）に設定されるカーバンクルは、額に取り外し可能なルビーが嵌ったアルマジロ似のモンスターとされる（画・Albie Fiore）。